# 2003年美國職棒大聯盟選秀
2003年美國職棒大聯盟選秀為大聯盟第39屆選秀，在美國時間6月3日至4日舉行。坦帕灣魔鬼魚的Delmon Young為該年的首輪選秀狀元。

## 第一輪選秀
圖示
|   | 入選美國職棒大聯盟全明星賽的球員 |
| * | 並未簽約的球員                   |

| 選秀順位 | 球員            | 球隊             | 位置   | 畢業學校                 |
| -------- | --------------- | ---------------- | ------ | ------------------------ |
| 1        | 戴爾蒙·楊恩     | 坦帕灣魔鬼魚     | 外野手 | 阿道佛·卡馬瑞歐高中      |
| 2        | 小瑞奇·威克斯   | 密爾瓦基釀酒人   | 二壘手 | 南方大學                 |
| 3        | 凱爾·史利斯     | 底特律老虎       | 右投   | 威克森林大學             |
| 4        | 提姆·史陶佛     | 聖地牙哥教士     | 右投   | 里奇蒙大學               |
| 5        | 克里斯·魯班斯基 | 堪薩斯市皇家     | 外野手 | 甘迺迪-肯瑞克高中        |
| 6        | 萊恩·哈維       | 芝加哥小熊       | 外野手 | 杜奈丁高中               |
| 7        | 尼克·馬卡克斯   | 巴爾的摩金鶯     | 外野手 | 楊哈里斯學院             |
| 8        | 保羅·馬霍倫姆   | 匹茲堡海盜       | 左投   | 密西西比州立大學         |
| 9        | 約翰·丹克斯     | 德州遊騎兵       | 左投   | 圓石高中                 |
| 10       | 伊恩·史都華     | 科羅拉多洛磯     | 三壘手 | 拉昆塔高中               |
| 11       | 麥可·奧布雷     | 克里夫蘭印地安人 | 一壘手 | 杜蘭大學                 |
| 12       | 拉斯汀斯·米爾吉 | 紐約大都會       | 外野手 | 萊克伍德牧場高中         |
| 13       | 艾倫·希爾       | 多倫多藍鳥       | 游擊手 | 路易斯安那州立大學       |
| 14       | 萊恩·華格納     | 辛辛那提紅人     | 右投   | 休士頓大學               |
| 15       | 布萊恩·安德森   | 芝加哥白襪       | 三壘手 | 亞利桑那大學             |
| 16       | 傑夫·艾里森     | 佛羅里達馬林魚   | 右投   | 皮博迪榮民紀念高中       |
| 17       | 大衛·墨菲       | 波士頓紅襪       | 外野手 | 貝勒大學                 |
| 18       | 布萊德·史奈德   | 克里夫蘭印地安人 | 外野手 | 鮑爾州立大學             |
| 19       | 康納·傑克森     | 亞利桑那響尾蛇   | 三壘手 | 加利福尼亞大學柏克萊分校 |
| 20       | 查德·科德羅     | 蒙特婁博覽會     | 右投   | 加州州立大學富勒頓分校   |
| 21       | 麥特·摩西斯     | 明尼蘇達雙城     | 三壘手 | 米爾斯·高德溫高中        |
| 22       | 大衛·阿德斯馬   | 舊金山巨人       | 右投   | 萊斯大學                 |
| 23       | 布蘭登·伍德     | 安那罕天使       | 游擊手 | 地平線高中               |
| 24       | 查德·畢林斯利   | 洛杉磯道奇       | 右投   | 反抗高中                 |
| 25       | 布萊德·蘇利文   | 奧克蘭運動家     | 右投   | 休士頓大學               |
| 26       | 布萊恩·史奈德   | 奧克蘭運動家     | 三壘手 | 史丹森大學               |
| 27       | 艾瑞克·鄧恩     | 紐約洋基         | 三壘手 | 塞頓霍爾預校             |
| 28       | 達瑞克·巴頓     | 聖路易紅雀       | 捕手   | 馬里納高中               |
| 29       | 卡洛斯·昆汀     | 亞利桑那響尾蛇   | 外野手 | 史丹佛大學               |
| 30       | 米契·邁爾       | 堪薩斯市皇家     | 捕手   | 托雷多大學               |

### 第一輪補充選秀
| 選秀順位 | 球員                  | 球隊         | 位置   | 畢業學校               |
| -------- | --------------------- | ------------ | ------ | ---------------------- |
| 31       | 亞當·米勒             | 堪薩斯市皇家 | 左投   | 德克薩斯大學奧斯汀分校 |
| 32       | 麥特·穆頓             | 多倫多藍鳥   | 左投   | 德克薩斯農工大學       |
| 33       | 奧馬·昆坦尼亞         | 堪薩斯市皇家 | 右投   | 維吉尼亞聯邦大學       |
| 34       | 克雷格·懷泰克         | 芝加哥白襪   | 左投   | 克萊門森大學           |
| 35       | 路易斯·艾提拉諾       | 明尼蘇達雙城 | 右投   | 中佛羅里達大學         |
| 36       | 賈羅德·薩爾塔拉馬基亞 | 奧克蘭運動家 | 外野手 | 史丹佛大學             |
| 37       | 亞當·瓊斯             | 紐約洋基     | 捕手   | 錢德勒高中             |

## 補償選秀
1. ↑  因吉姆·湯米加入費城人隊而得到補償選秀
2. ↑  因葛雷格·寇布倫（英语：Greg Colbrunn）加入水手隊而得到補償選秀
3. ↑  因傑夫·肯特加入太空人隊而得到補償選秀
4. ↑  因雷伊·杜罕（英语：Ray Durham）加入巨人隊而得到補償選秀
5. ↑  因保羅·柏德加入勇士隊而得到補償選秀
6. ↑  因吉姆·湯米成為自由球員而得到補償選秀
7. ↑  因克里夫·弗洛伊德成為自由球員而得到補償選秀
8. ↑  因雷伊·杜罕（英语：Ray Durham）成為自由球員而得到補償選秀
9. ↑  因傑夫·肯特成為自由球員而得到補償選秀
10. ↑  因湯姆·葛拉文成為自由球員而得到補償選秀
11. ↑  因麥克·藍姆林傑（英语：Mike Remlinger）成為自由球員而得到補償選秀
12. ↑  因為去年選秀沒有簽下小約翰·梅貝瑞（英语：John Mayberry Jr.）而得到補償選秀

## 其他著名球員
- 小湯尼·關恩（英语：Tony Gwynn Jr.）, 第2輪, 39順位被密爾瓦基釀酒人選走
- 湯姆·高澤藍尼（英语：Tom Gorzelanny）, 第2輪, 45順位被匹茲堡海盜選走
- 萊恩·史溫尼（英语：Ryan Sweeney）, 第2輪, 52順位被芝加哥白襪選走
- 史考特·貝克（英语：Scott Baker (right-handed pitcher)）, 第2輪, 58順位被明尼蘇達雙城選走
- 安德烈·伊瑟爾, 第2輪, 62順位被奧克蘭運動家選走
- 克里斯·瑞, 第3輪, 74順位被巴爾的摩金鶯選走
- 尚恩·馬康姆（英语：Shaun Marcum）, 第3輪, 80順位被多倫多藍鳥選走
- 德魯·史塔布斯（英语：Drew Stubbs）, 第3輪, 89順位被休士頓太空人選走，但未簽約
- 麥特·哈里森（英语：Matt Harrison (baseball)）, 第3輪, 97順位被亞特蘭大勇士選走
- 喬納森·派柏邦, 第4輪, 114順位被波士頓紅襪選走
- 麥可·鮑恩（英语：Michael Bourn）, 第4輪, 115順位被費城費城人選走
- 尚恩·馬歇爾（英语：Sean Marshall (baseball)）, 第6輪, 163順位被芝加哥小熊選走
- 凱文·庫茲曼諾夫（英语：Kevin Kouzmanoff）, 第6輪, 168順位被克里夫蘭印地安人選走
- 艾瑞克·歐弗萊赫提（英语：Eric O'Flaherty）, 第6輪, 176順位被西雅圖水手選走
- 麥特·坎普, 第6輪, 181順位被洛杉磯道奇選走
- 麥克·艾維萊斯（英语：Mike Avilés）, 第7輪, 192順位被堪薩斯市皇家選走
- 布萊恩·班尼斯特（英语：Brian Bannister）, 第7輪, 199順位被紐約大都會選走
- 凱爾·肯德里克（英语：Kyle Kendrick）, 第7輪, 205順位被費城費城人選走
- 布倫丹·萊恩, 第7輪, 215順位被聖路易紅雀選走
- 泰勒·克里帕德, 第9輪, 274順位被紐約洋基選走
- 凱西·麥克基, 第10輪, 283順位被芝加哥小熊選走
- 約翰·傑索（英语：John Jaso）, 第12輪, 338順位被坦帕灣魔鬼魚選走
- 麥特·拉波塔（英语：Matt LaPorta）, 第14輪, 403順位被芝加哥小熊選走，但未簽約
- 麥克·鄧恩（英语：Mike Dunn (baseball)）, 第14輪, 419順位被休士頓太空人選走，但未簽約
- 伊恩·甘迺迪, 第14輪, 425順位被聖路易紅雀選走，但未簽約
- 阿倫·拉菲, 第16輪, 468順位被克里夫蘭印地安人選走
- 伊恩·金斯勒, 第17輪, 496順位被德州遊騎兵選走
- 萊恩·羅伯茲（英语：Ryan Roberts）, 第18輪, 530順位被多倫多藍鳥選走
- 克里斯·柯格蘭, 第18輪, 546順位被亞利桑那響尾蛇選走，但未簽約
- 傑森·摩泰（英语：Jason Motte）, 第19輪, 575順位被聖路易紅雀選走
- 布萊德·齊格勒（英语：Brad Ziegler）, 第20輪, 595順位被費城費城人選走
- 丹尼爾·巴德, 第20輪, 604順位被紐約洋基選走，但未簽約
- 湯尼·華森（英语：Tony Watson）, 第23輪, 683順位被佛羅里達馬林魚選走，但未簽約
- 山姆·福德（英语：Sam Fuld）, 第24輪, 703順位被芝加哥小熊選走，但未簽約
- 布萊恩·威爾遜, 第24輪, 723順位被舊金山巨人選走
- 布萊德·林肯（英语：Brad Lincoln）, 第28輪, 826順位被德州遊騎兵選走，但未簽約
- 大衛·赫南德茲（英语：David Hernandez (baseball)）, 第29輪, 857順位被科羅拉多洛磯選走，但未簽約
- 史考特·菲爾德曼（英语：Scott Feldman）, 第30輪, 886順位被德州遊騎兵選走
- 強尼·凡特斯（英语：Jonny Venters）, 第30輪, 907順位被亞特蘭大勇士選走
- 韋德·勒布朗克（英语：Wade LeBlanc）, 第36輪, 1058順位被坦帕灣魔鬼魚選走，但未簽約
- 羅根·昂德魯塞克, 第36輪, 1079順位被休士頓太空人選走，但未簽約
- 克里斯·麥德倫（英语：Kris Medlen）, 第37輪, 1088順位被坦帕灣魔鬼魚選走，但未簽約
- 傑西·里茲許（英语：Jesse Litsch）, 第37輪, 1097順位被科羅拉多洛磯選走，但未簽約
- 安迪·拉洛奇（英语：Andy LaRoche）, 第39輪, 1171順位被洛杉磯道奇選走
- 布蘭登·莫羅（英语：Brandon Morrow）, 第40輪, 1200順位被安那罕天使選走，但未簽約
- 吉姆·艾杜奇（英语：Jim Adduci (baseball, born 1985)）, 第42輪, 1252順位被佛羅里達馬林魚選走
- 麥斯·薛澤, 第43輪, 1291順位被聖路易紅雀選走，但未簽約
- 史蒂夫·皮爾斯, 第45輪, 1341順位被明尼蘇達雙城選走，但未簽約
- 蒂姆·林斯肯, 第48輪, 1408順位被芝加哥小熊選走，但未簽約
- 凱西·簡森（英语：Casey Janssen）, 第49輪, 1435順位被巴爾的摩金鶯選走，但未簽約
- 道格·費斯特, 第49輪, 1451順位被舊金山巨人選走，但未簽約

## 外部連結
- MLB.com - 2003 Draft Tracker (all rounds)
- MLB.com - Draft History （页面存档备份，存于）
- Complete draft list from The Baseball Cube database （页面存档备份，存于）

| 前任： Bryan Bullington | 選秀狀元 Delmon Young | 繼任： Matt Bush |